# Nouvelle agence de diffusion
La Nouvelle agence de diffusion (acronyme NADIF),  est une société française de production et de distribution de disques phonographiques et de films, fondée le 21 juillet 1959 par Pierre Bourgeois, ancien président de Pathé-Marconi,,.

## Historique
Créée en 1959, la NADIF a deux domaines d'activité : 
- La production, l'édition, la distribution de disques phonographiques sous la marque  NADIF Disques, également connue sous le nom de Société nouvelle du disque français.
- La production, la distribution de films et de séries télévisées sous la marque NADIF Films.

Ses bureaux sont situés 6 square de l'Opéra-Louis-Jouvet dans le 9e arrondissement de Paris puis au 7 rue Greffulhe à Paris 8e à partir de 1972, dans des locaux communs avec ceux de la filiale française de l'Incorporated Television Company.
Pierre Bourgeois est président de la société anonyme NADIF, de sa fondation en 1959 jusqu'à   1969, puis gérant au passage de l'entreprise en SARL de 1969 à 1973. La NADIF cesse ses activités à la retraite de son fondateur.

## NADIF Disques
Le principal label de NADIF Disques est PBM (Productions Bourgeois Musique, connu également comme Porrasse - Bourgeois - Marmouset) du nom des trois actionnaires). Celui-ci produit, édite et distribue plusieurs marques de disques sous forme de collections.
Les disques sont exclusivement vendus dans les kiosques de presse ou magasins de journaux et distribués par les Nouvelles messageries de la presse parisienne (NMPP). Chaque disque, au format EP 45 tours 4 titres, est vendu entre 5 NF et au maximum 6,50 NF en fin d'époque. Ce type de distribution permet aux jeunes des sixties d'avoir quatre succès du moment pour un prix abordable. Chacun ne peut acquérir un disque de Johnny Hallyday chez Vogue ou de Richard Anthony chez Pathé, un disque de label de major étant vendu à l'époque au minimum 9,90 NF pour parfois un seul succès.
Les artistes qui officient sur les labels de la NADIF sont de vrais professionnels : il faut enregistrer le plus vite possible, car c'est sur les coûts des prises de sons que sont générées les marges de la société. Les séances d'enregistrements servent de répétitions, les artistes y enregistrent parfois  4 titres en 2 heures. Il y a deux sortes de chœurs : les Sandrines (féminins) et les Gilles Chœurs (masculins). On retrouve aussi dans ces chœurs des vedettes confirmées mais sous contrat avec d'autres labels. Les orchestres de Didier Boland, Pierre Sellin, Marc Nicolas, César Lignon y réalisent les bandes orchestres.
Les chanteurs sous contrat sont Claude Regard, Florence Passy, Guy Séverins, Mady Rougey, Alain Nancey, Denise Lebrun, Maria Rémusat (la mère de Julien Lepers), Sylma Moreno et son physique qui ne laisse aucune salle indifférente, des grands de la chanson des années 1950, ou Nancy Holloway. Pour cette dernière, ce sont aujourd'hui ces premiers disques qui sont collectionnés.
En partenariat avec 
les disques Ricordi, filiale française de la maison de disques italienne Dischi Ricordi et le label Vox Production, NADIF Disques crée en 1962, une organisation commune de distribution baptisée Vox-Ricordi, afin de promouvoir et de commercialiser conjointement leurs disques respectifs.
Les collections de disques éditées par PBM
- Actualité (24 numéros)
- PBM Prestige
- Le disque du jour (42 numéros]
- Hurricane
- Smash (6 numéros)
- Chansons d'hier
- Chansons d'aujourd'hui
- Les Rondes enfantines
- Surprise-Partie (16 numéros)
- Folklore international
- Musique militaire

## NADIF Films
Fondée par le producteur britannique Lew Grade en 1954, l'Incorporated Television Company (également connue sous le nom d'ITC Entertainment) ne possède pas de studios d'enregistrement. L'entreprise londonienne utilise ceux de la chaîne anglaise ATV. Les séries télévisées sont diffusées Outre-Manche sur le réseau ITV.
Partenaire française de l'Incorporated Television Company, NADIF Films assure la distribution des films et séries télévisées d'ITC pour les pays francophones (France, Belgique, Luxembourg, Monaco, Québec). Les bureaux d'ITC France sont au 7 rue Greffulhe à Paris 8e. Pierre Bourgeois est le directeur général délégué de ITC France de 1960 à 1976.
NADIF Films gère les contrats de distribution d'ITC et choisit les adaptateurs, dialoguistes et comédiens français. En France, les doublages ont lieu aux Studios de Boulogne. Dès 1961, les chaînes de la RTF puis de l'ORTF présentent les séries de l'Incorporated Television Company aux téléspectateurs. À partir de 1964, NADIF Films vend les films et séries britanniques aux diffuseurs par le biais du MIPTV à Cannes. Les doublages sont dès lors assurés par la Société de sonorisation de films (SOFI), fondée par Pierre Salva.
La série Au nom de la loi, demeure l'une des rares productions non britanniques distribuée par la NADIF. Diffusée aux États-Unis par CBS sous le nom Wanted : dead or live en 1958, celle-ci lança la carrière de Steve McQueen. Achetée par ITC, elle est la toute première série américaine diffusée en France en prime-time, d'abord sur la RTF à partir de mai 1963, puis sur l'ORTF.
NADIF Films comporte ainsi à son catalogue de nombreuses séries télévisées dont certaines devenues culte, telles Destination Danger ou Le Prisonnier avec Patrick McGoohan, Le Saint avec Roger Moore, Amicalement vôtre, également avec Roger Moore et Tony Curtis. 
Les célèbres séries anglaises Le Saint (118 épisodes) et Amicalement vôtre (24 épisodes) remportent en France un succès important et voient l'essor populaire de Roger Moore, qui enchaînera au cinéma les rôles de James Bond créés par Ian Fleming. 
Avant son décès en 1976, Pierre Bourgeois signe avec Antenne 2 les contrats de production et de distribution du Muppet Show créé par Jim Henson, qui sera diffusé  sur la chaîne à partir de novembre 1977.
À la mort de Lew Grade en 1998, les droits des films et séries sont rachetés par PolyGram puis par Seagram. Ceux-ci sont aujourd'hui pour la plupart dans le fonds de ITV Studios. Les séries de l'Incorporated Television Company sont aujourd'hui régulièrement rééditées en DVD et déclinées dans de nombreuses langues.
Principales séries télévisées distribuées par NADIF Films / ITC France
Classement par année de diffusion sur les chaînes de télévision françaises :
- 1961 : Destination Danger (Danger Man)
- 1962 : Guillaume Tell  (William Tell)
- 1962 : L'Homme invisible (Invisible Man)
- 1963 : Au nom de la loi (Wanted : Dead or Alive)
- 1964 : Sir Francis Drake, le corsaire de la reine (The Adventures of Sir Francis Drake)
- 1964 : Le Courrier du désert (Whiplash)
- 1964 : Le Saint (The Saint)
- 1965 : Robin des Bois (The Adventures of Robin Hood)
- 1967 : Alias le Baron (The Baron)
- 1968 : Le Prisonnier (The Prisoner)
- 1970 : L'Homme à la valise (Man in a suitcase)
- 1971 : Les Champions (The Champions)
- 1971 : Département S (Department S)
- 1972 : UFO, alerte dans l'espace (UFO)
- 1972 : Amicalement vôtre (The Persuaders)
- 1972 : Poigne de fer et séduction (The Protectors)
- 1973 : L'Aventurier (The Adventurer)
- 1976 : Les Sentinelles de l'air (Thunderbirds) - Antenne 2
- 1977 : Le Muppet Show (The Muppet Show) - Antenne 2
- 1977  : Angoisse (Thriller) - Antenne 2